# Alberto Quintero Medina
Alberto Abdiel Quintero Medina (Cidade do Panamá, 18 de dezembro de 1987) é um futebolista panamenho que atua como meio-campo. Atualmente defende o Cienciano.

## Carreira
Alberto Quintero Medina fez parte do elenco da Seleção Panamenha de Futebol da Copa América de 2016.